# 513ª Brigada de Inteligência Militar
A 513ª Brigada de Inteligência Militar (em inglês:  513th Military Intelligence Brigade) é uma unidade do Exército dos Estados Unidos subordinada ao Comando de Inteligência e Segurança do Exército dos EUA. Sua missão é fornecer "inteligência personalizada e capacidades de inteligência multidisciplinares em apoio ao ARCENT e outros comandos, para derrotar adversários, promover a estabilidade regional, apoiar parceiros e aliados e proteger os interesses dos EUA". O 513º está sediado em Fort Eisenhower, no estado da Geórgia.

## História
O 513º Grupo IM executou sua missão de coleta de inteligência e contraespionagem em apoio ao Exército dos Estados Unidos na Europa até sua desativação em 1969. O Grupo foi reativado em Fort Monmouth, em Nova Jersey, em 1982, desmembrando os 201º e 203º Batalhões IM e assumindo sua missão atual de fornecer suporte de inteligência ao Terceiro Exército dos Estados Unidos (ARCENT) e ao Comando Central dos Estados Unidos (CENTCOM). O Grupo foi renomeado como 513ª Brigada de Inteligência Militar em 1986. Elementos da Brigada, incluindo a 138ª Companhia de Aviação (GE), uma unidade da Reserva do Exército dos EUA que voava com o Sistema Cefirm Leader de aeronaves RU-21A, foram mobilizados em apoio às Operações Escudo do Deserto e Tempestade do Deserto, recebendo três faixas de batalha do Serviço do Sudoeste Asiático.
A 513ª Brigada de Inteligência Militar foi transferida para Fort Gordon, na Geórgia, em 1994 (hoje Fort Eisenhower). Em 1997, a Brigada assumiu a missão adicional de apoio de inteligência ao Exército Sul dos Estados Unidos (USARSO). A 513ª Brigada de Inteligência Militar destacou forças em apoio à Operação Raposa do Deserto em 1998.

### Guerra Global contra o Terrorismo
Em 2001, imediatamente após o 11 de setembro, os Cavaleiros Vigilantes (em inglês:  Vigilant Knights) enviaram soldados para o Afeganistão e vários outros locais na área de ação em apoio à Operação Liberdade Duradoura (OEF) e novamente enviaram a grande maioria dos soldados da Brigada para a área de ação em apoio à Operação Liberdade no Iraque (OIF) em 2002 e 2003. De 2003 a 2005, a Brigada enviou os 202º e 297º Batalhões de Inteligência Militar ao Iraque em apoio à OIF. De dezembro de 2006 a 2008, a Brigada destacou duas Forças-Tarefas em apoio à OEF, a Força-Tarefa Lightning e a Força-Tarefa Deuce.
De outubro de 2009 a março de 2010, o 202º Batalhão de Inteligência Militar destacou a Força-Tarefa Deuce II em apoio à CJTF-82 no Afeganistão. Também em outubro de 2009, o 202º Batalhão de Inteligência Militar enviou forças em apoio ao CJSOTF-A até outubro de 2010. De 2008 a 2010, o 224º Batalhão de Inteligência Militar (AE) iniciou destacamentos recorrentes em apoio às operações do MNC-I. Do Iraque, o 224º Batalhão de Inteligência Militar (AE) foi transferido para missões no Afeganistão em apoio à ISAF.
De setembro de 2009 a dezembro de 2011, a Brigada destacou pessoal para dar suporte ao escritório de Geolocalização de Precisão Aérea no Iraque e no Afeganistão. A partir de 2010, o 202º Batalhão de Inteligência Militar assumiu uma missão recorrente para dar suporte às Operações do Comando de Operações Especiais (SOCOM) no Teatro do Afeganistão. Em janeiro de 2011, a Brigada enviou soldados do 297º Batalhão de Inteligência Militar e do 202º Batalhão de Inteligência Militar para apoiar o Centro de Interrogatório Estratégico no Afeganistão até janeiro de 2012. Em agosto de 2011, o 202º Batalhão de Inteligência Militar voltou a destacar soldados para apoiar a Força-Tarefa Conjunta de Operações Especiais Combinadas - Afeganistão.

## Unidades Subordinadas
A 513ª Brigada de Inteligência Militar tem várias unidades subordinadas.
 Quartel-General e Companhia do Quartel-General
O Quartel-General e a Companhia do Quartel-General (em inglês:  Headquarters and Headquarters Company, HHC) fornecem comando e controle da brigada e unidades subordinadas, bem como apoio logístico e administrativo para o pessoal da brigada.
 202º Batalhão de Inteligência Militar
O 202º Batalhão de Inteligência Militar realiza coleta contínua de inteligência humana aberta nos Estados Unidos e coleta de inteligência humana e contra-inteligência em apoio às operações de espectro total da Central do Exército dos EUA e do Comando Central dos EUA para derrotar adversários, promover a estabilidade regional, apoiar aliados e proteger os interesses nacionais dos EUA na Área de Responsabilidade do Comando Central dos EUA; o batalhão apoia outros comandos conforme orientado.
 297º Batalhão de Inteligência Militar
A missão declarada do 297º Batalhão de Inteligência Militar é fornecer "equipes e capacidades de inteligência multidisciplinares e personalizadas em apoio ao ARCENT e ao CENTCOM para derrotar adversários, promover a estabilidade regional, apoiar nações parceiras e aliadas e proteger os interesses dos EUA". O 297º Batalhão de Inteligência Militar está localizado em Fort Eisenhower, na Geórgia.
 345º Batalhão de Inteligência Militar
O 345º Batalhão de Inteligência Militar está programado para se mobilizar e ser destacado para a área de responsabilidade designada para conduzir operações de inteligência multidisciplinares em apoio à 513ª Brigada de Inteligência Militar para derrotar adversários, promover a estabilidade regional, apoiar aliados e proteger os interesses nacionais dos EUA. O 345º é uma unidade da Reserva do Exército dos EUA estacionada em Fort Eisenhower, na Geórgia.